# Andréas Kálvos

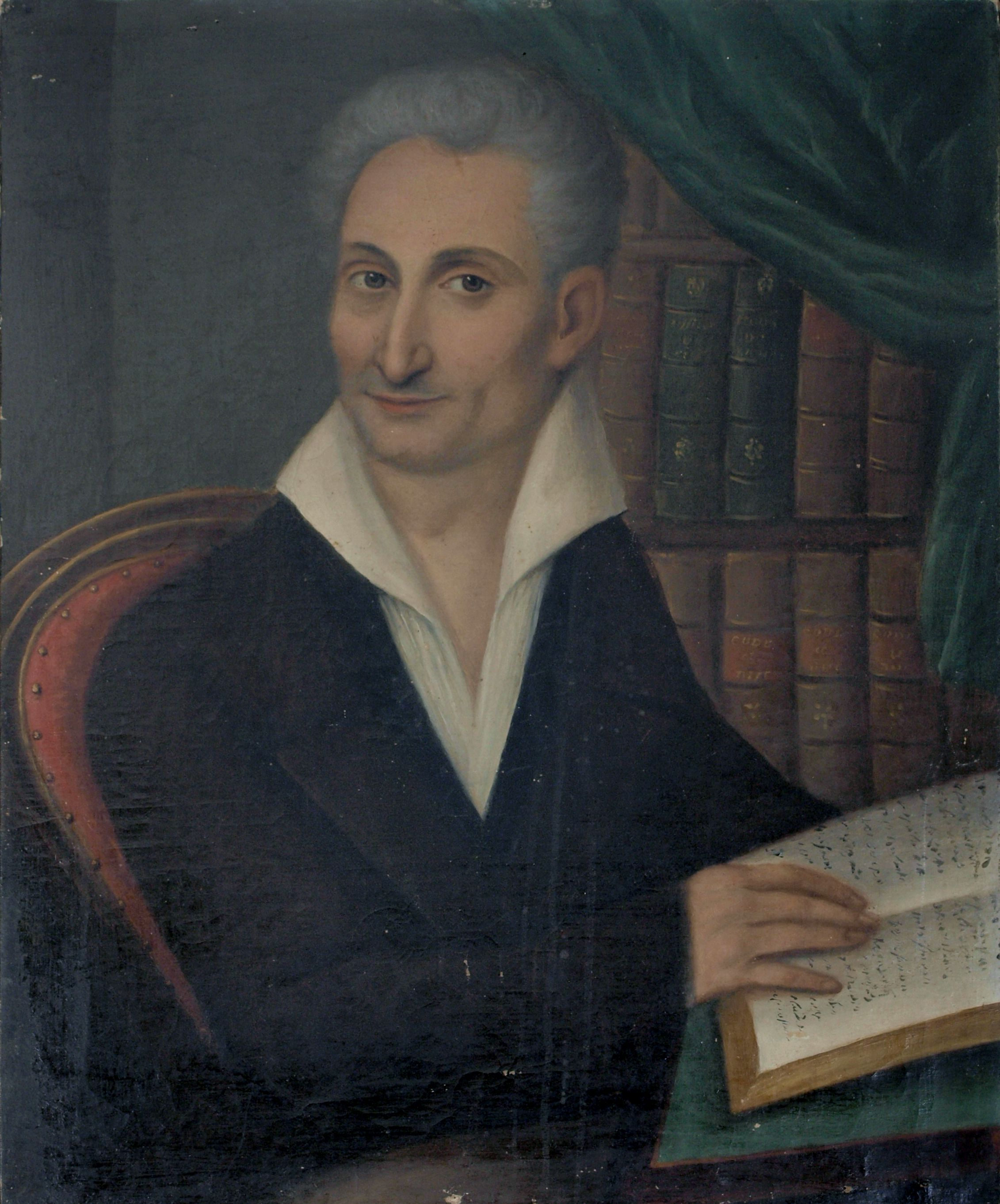
Portret van Andréas Kálvos

Andréas Kálvos (Grieks: Ανδρέας Κάλβος) (Zakynthos, april 1792 - Louth, 3 november 1869)  was een Nieuwgrieks dichter uit de 19e eeuw.
Hij werd in 1792 geboren op Zakynthos als zoon van een aristocratische moeder en een arme vader. Hij trok op jonge leeftijd naar Italië om te studeren, eerst in Livorno, daarna in Florence, waar hij secretaris werd van de dichter Ugo Foscolo. Na diepgaande en gevarieerde studies keerde hij weer naar Griekenland in volle onafhankelijkheidsoorlog. Hij vond er echter zijn draai niet en ging voor een tijdje naar Parijs, waar hij in 1826 zijn Lyra uitgaf. Voordien, in 1824, had hij reeds te Genève zijn Oden laten verschijnen. In 1819, Elpis Patridos].
Hij werd hoogleraar filosofie aan de Ionische Academie te Corfu, maar na korte tijd nam hij zelf ontslag en vestigde zich in Londen, waar hij het grootste deel van zijn leven doorbracht. Hij had er een baan als leraar, tot hij, onbekend en vergeten, overleed in 1867. Zijn stoffelijk overschot werd op plechtige wijze overgebracht naar Zakynthos.
Het is vooral Palamás die het werk van Kalvos tot het grote publiek heeft gebracht. Kalvos' gedichten zijn in menig opzicht uniek. In tegenstelling tot de andere dichters van zijn tijd koos Kalvos voor de "geleerde" taal, de katharévousa, en zijn versbouw volgt individuele principes die door niemand geïmiteerd werden.
- Bibsys: 97028717
- Biblioteca Nacional de España: XX858734
- Bibliothèque nationale de France: cb12388614w (data)
- Catàleg d'autoritats de noms i títols de Catalunya: 981060408785006706
- Gemeinsame Normdatei: 118899341
- International Standard Name Identifier: 0000 0001 2100 9934
- Library of Congress Control Number: n84020382
- Nationale Bibliotheek van Letland: 000163108
- MusicBrainz: 53e80683-9853-48cc-ac45-c799339b1654
- Nationale Bibliotheek van Tsjechië: mub20221164031
- Nationale bibliotheek van Australië: 36075079
- Nationale Bibliotheek van Israël: 987007434658005171
- Nederlandse Thesaurus van Auteursnamen: 074157434
- Istituto Centrale per il Catalogo Unico: MILV004485
- Système universitaire de documentation: 032963416
- Trove: 1207422
- Virtual International Authority File: 44381057
- WorldCat: E39PBJh8MQRXptJ6FVTG6rt7pP